# Palácio do Comércio (São Carlos)
O Palácio do Comércio é um prédio histórico localizado no centro da cidade paulista de São Carlos e que, por sua importância, é declarado pela Fundação Pró-Memória de São Carlos como edificação de interesse histórico e cultural municipal. Foi construído na década de 1890 e, ao longo da história, foi ocupado pela Loja do Povo e pela Selaria Dagnone. 

## Histórico
O edifício conhecido como Palácio do Comércio foi edificado na década de 1890 para uso misto: parte residência e parte comércio, como era comum das edificações da época. Segue o estilo arquitetônico chamado Ecletismo, com janelas e portas em arco, ornamentadas com frisos e molduras. Ao longo das décdas, abrigou várias lojas. A primeira de que se tem notícia é a "Loja do Povo", que ficou famosa na cidade por vender tecidos, vestuário e alfaiataria. Entre as décadas de 1930 e 1940, abrigou uma agência bancária e, em seguida, por cerca de 60 anos, a “Selaria Dagnone" que vendia artigos de couro e selaria. Atualmente, o edifício abriga a Associação Comercial e Industrial de São Carlos (ACISC).
A edificação sofreu várias modificações ao longo do tempo:
| “ | Somente duas das janelas conservam os caixilhos originais de madeira (escuros na parte interna e folhas envidraçadas externas) [...], porém a alteração, como se deu a muitos anos atrás, já se incorporou à imagem do edifício. Outra alteração notada é a substituição da antiga porta ou janela, hoje porta, na rua Riachuelo: foi colocada uma porta de madeira [...]. | ” |

## Ecletismo em São Carlos
O Ecletismo chegou à cidade de São Carlos por conta da riqueza advinda do período cafeeiro e pela construção da ferrovia, a partir de 1884. Foi um período de expansão urbana do município. Além disso, grande número de trabalhadores imigrantes traziam consigo conhecimento de métodos construtivos europeus, que foram sendo incorporados às práticas construtivas locais. Construções em estilo Eclético eram símbolo de status social.

## Bem de interesse histórico
O Palácio do Comércio foi reconhecido como "Edifício declarado de interesse histórico e cultural" (categoria 3) no inventário de bens patrimoniais do município de São Carlos, publicado em 2021 pela Fundação Pró-Memória de São Carlos (FPMSC), órgão público municipal responsável por "preservar e difundir o patrimônio histórico e cultural do Município de São Carlos".
| “ | Categoria 3: são edificações de especial interesse histórico-cultural, inscritas no Inventário de Bens Patrimoniais do Município, sendo proibida a demolição. Em caso de reformas nesses imóveis, devem ser preservadas a volumetria, fachadas e aberturas (portas e janelas), mediante aprovação do projeto pela Prefeitura Municipal, pela entidade e conselho municipal de defesa do patrimônio, e demais órgãos competentes, federais, estaduais e/ou municipais. | ” |
|   | |   |

A edificação também está na poligonal histórica delimitada pela Fundação, que compreende a conformação da cidade de São Carlos na década de 1940.